# Cheick Thiam
Cheick Thiam (27 september 2003) is een professionele voetballer die als centrale verdediger speelt bij SV Zulte Waregem. Hij stroomde door vanuit de Essevee Academie en tekende zijn eerste profcontract bij SV Zulte Waregem tot 2023. Thiam was al sinds zijn 11e deel bij de jeugd en doorliep verschillende reeksen bij de Academie. Hij nam deel aan het Young Essevee Schoolproject en het internaat, wat bijdroeg aan zijn sportieve ontwikkeling. Thiam maakte als vijfde eigen opgeleide jeugdspeler deel uit van de A-kern. 

## Clubstatistieken
| Seizoen        | Club           | Niveau          | Competitie | Competitie | Beker | Beker | Supercup | Supercup | Europa | Europa | Totaal | Totaal |
| Seizoen        | Club           | Niveau          | Wed.       | Dlp.       | Wed.  | Dlp.  | Wed.     | Dlp.     | Wed.   | Dlp.   | Wed.   | Dlp.   |
| -------------- | -------------- | --------------- | ---------- | ---------- | ----- | ----- | -------- | -------- | ------ | ------ | ------ | ------ |
| 2022/23        | Jong Essevee   | Tweede afdeling | 11         | 0          | —     | —     | —        | —        | —      | —      | 11     | 0      |
| Clubtotaal     | Clubtotaal     | Clubtotaal      | 11         | 0          | 0     | 0     | 0        | 0        | 0      | 0      | 11     | 0      |
| 2022/23        | Zulte Waregem  | Eerste klasse A | 1          | 0          | 2     | 0     | —        | —        | —      | —      | 3      | 0      |
| Clubtotaal     | Clubtotaal     | Clubtotaal      | 1          | 0          | 2     | 0     | 0        | 0        | 0      | 0      | 3      | 0      |
| Carrièretotaal | Carrièretotaal | Carrièretotaal  | 12         | 0          | 2     | 0     | 0        | 0        | 0      | 0      | 14     | 0      |

Bijgewerkt op 31 januari 2023.